# كريستيان فيتكلو

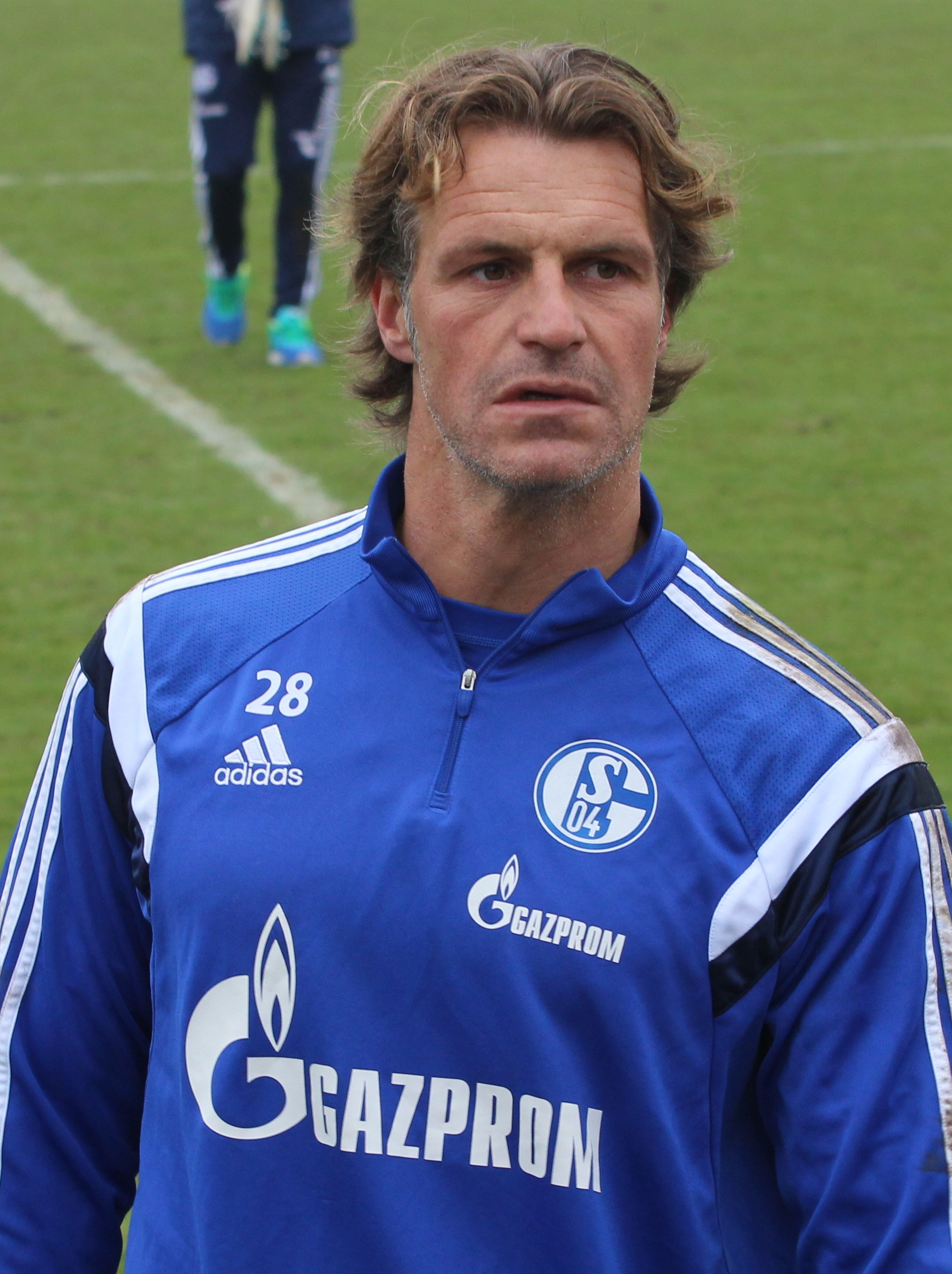

كريستيان فيتكلو (بالألمانية: Christian Wetklo)‏ (مواليد 11 يناير 1980 في مارل - ألمانيا) لاعب كرة قدم ألماني يلعب حاليا لصالح نادي الدرجة الأولى ماينز الألماني منذ 2000 في مركز حارس مرمى .

## روابط خارجية
- كريستيان فيتكلو على موقع قاعدة بيانات كرة القدم.إي يو (الإنجليزية)
- كريستيان فيتكلو على موقع بيانات كرة القدم. دي إي (الألمانية)
- كريستيان فيتكلو على موقع عالم كرة القدم.نت (الإنجليزية)
- كريستيان فيتكلو على موقع كووورة
- كريستيان فيتكلو على موقع AS.com (الإسبانية)